# Municipio de Santa Catarina Yosonotú
El municipio de Santa Catarina Yosonotú es uno de los 570 municipios del estado mexicano de Oaxaca. Su cabecera es la localidad de Santa Catarina Yosonotú.

## Geografía
El municipio de Santa Catarina Yosonotú colinda al norte con el municipio de San Esteban Atatlahuca, al este con los municipios de San Miguel el Grande y Chalcatongo de Hidalgo, al sur con el municipio de Santa Lucía Monteverde, y al oeste con el municipio de Santiago Nuyoó.

## Localidades
El municipio de Santa Catarina Yosonotú cuenta con quince localidades.
| Localidad               | Población (2020) |
| ----------------------- | ---------------- |
| Santa Catarina Yosonotú | 324              |
| Benito Juárez           | 203              |
| Vista Hermosa           | 109              |

## Gobierno
El municipio de Santa Catarina Yosonotú se rige mediante el sistema de usos y costumbres.
| Presidente municipal         | Periodo   |
| ---------------------------- | --------- |
| Martín Cruz Núñez            | 1996-1997 |
| Alejandro Jiménez Aparicio   | 1997-1998 |
| Ignacio Núñez Morales        | 1999-2001 |
| Longino R. López Cruz        | 2002-2004 |
| Encarnación Aparicio Sánchez | 2005-2007 |
| Zenaido Cruz Morales         | 2008-2010 |
| Dionisio López Bautista      | 2011-2013 |
| Emiliano Cruz Bautista       | 2013-2016 |
| César Aparicio López         | 2017-2019 |
| José Aparicio Morales        | 2020-2022 |
| Apolonio Cruz Morales        | 2023-2025 |